# Radermachera

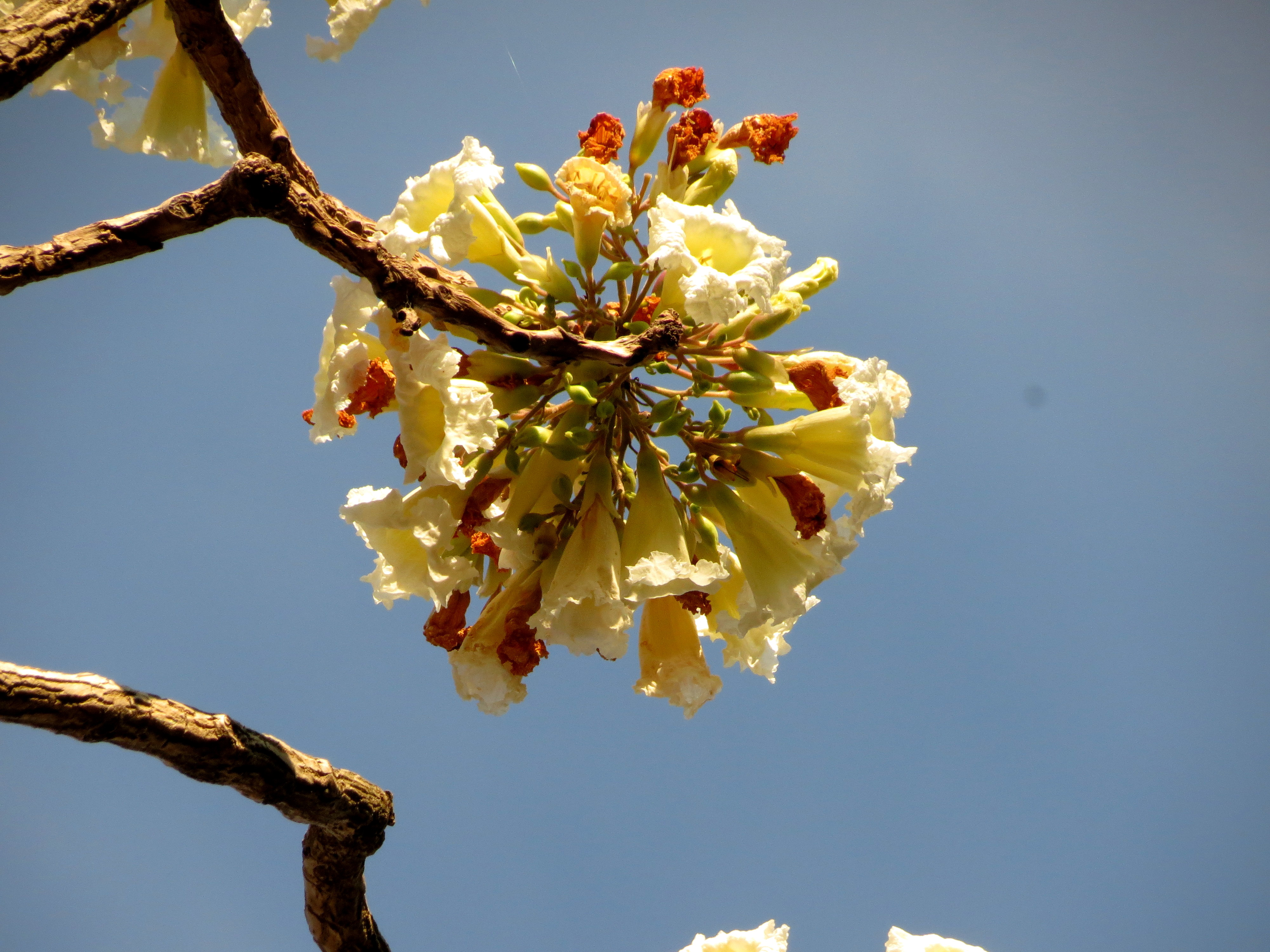
Květenství Radermachera xylocarpa

Radermachera (Radermachera) je rod dřevin z čeledi trubačovité (Bignoniaceae). Jsou to stromy se složenými listy a nápadnými zvonkovitými až talířovitými květy. Rod zahrnuje 16 druhů a je rozšířen v tropické Asii. Radermarchera čínská je pěstována jako pokojová rostlina. Mohutný druh Radermachera gigantea je v Asii těžen pro dřevo a používán k zalesňování.

## Popis
Radermachery jsou stálezelené nebo řidčeji opadavé stromy se vstřícnými složenými listy, výjimečně keře. Druh Radermachera gigantea dorůstá výšky až 40 metrů a průměru kmene 80 cm. Listy jsou jednoduše nebo až trojnásobně zpeřené, složené z celokrajných, řapíčkatých lístků. Listy jsou na spodní straně čepele hustě drobně tečkované. Květenství jsou vrcholová nebo úžlabní, nejčastěji laty (přesněji thyrsy), v některých případech redukované až na svazeček. Květy jsou nejčastěji bílé, růžové, žluté až červenooranžové, řidčeji zelenavě žluté. Kalich je zvonkovitý, na vrcholu s 5 laloky nebo uťatý. Koruna je talířovitá až nálevkovitě zvonkovitá, s krátkou nebo dlouhou korunní trubkou a lehce dvoupyským lemem. U mnoha druhů je korunní trubka ve spodní části úzká a v horní se náhle rozšiřuje. Tyčinky jsou většinou 4 a jedno staminodium. Tyčinky jsou přirostlé ke korunní trubce. Semeník je podlouhlý, na povrchu hladký nebo hrbolkatý, lysý. Obsahuje mnoho vajíček. Čnělka je nitkovitá, zakončená dvoulaločnou bliznou. Tobolky jsou dlouhé a úzké, tenké až dřevnaté, na průřezu okrouhlé, s mnoha semeny. Mohou dosáhnout délky až 75 cm. Semena jsou drobná, zploštělá a mají na každém konci blanité průsvitné křídlo.

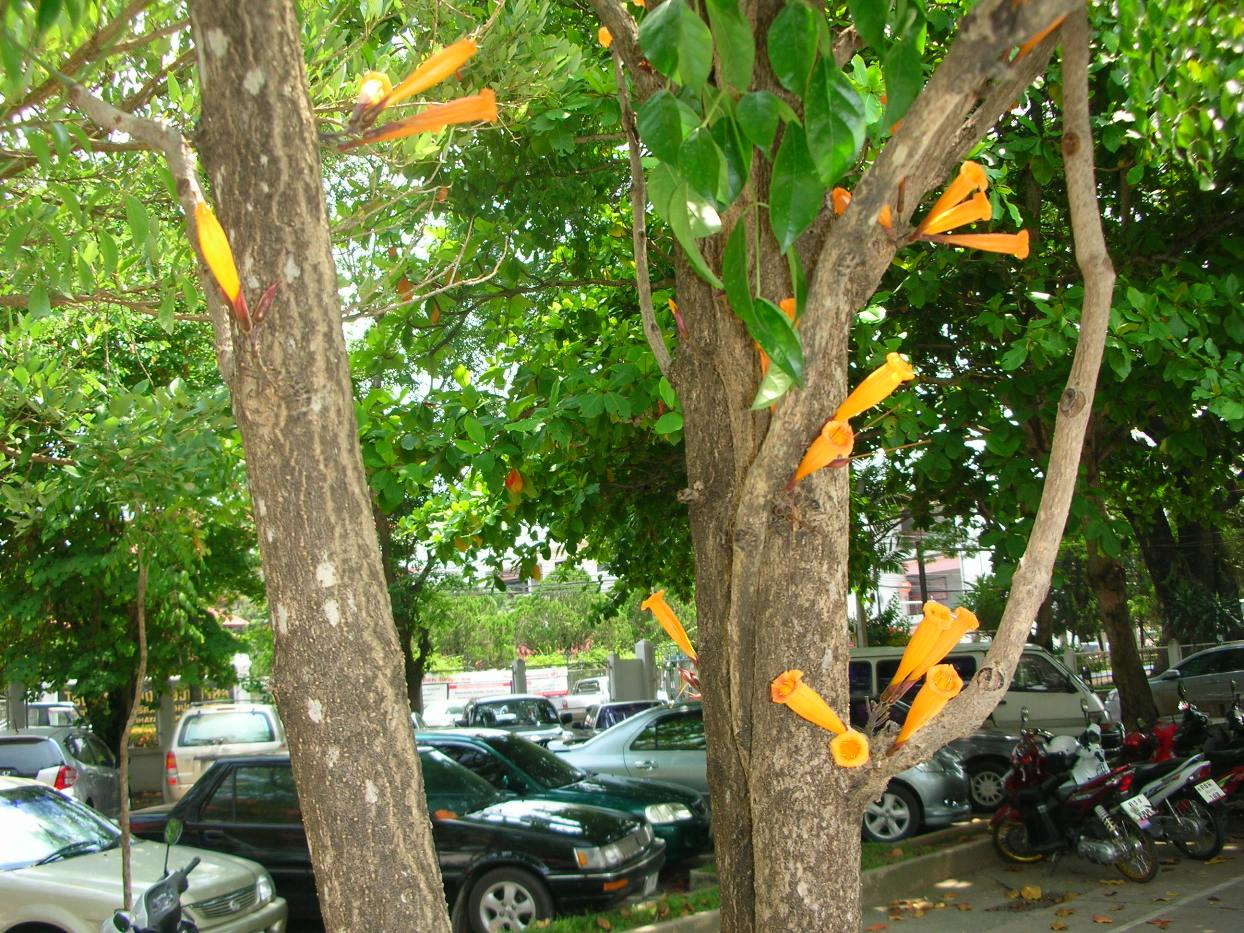
Kauliflorní druh Radermachera ignea
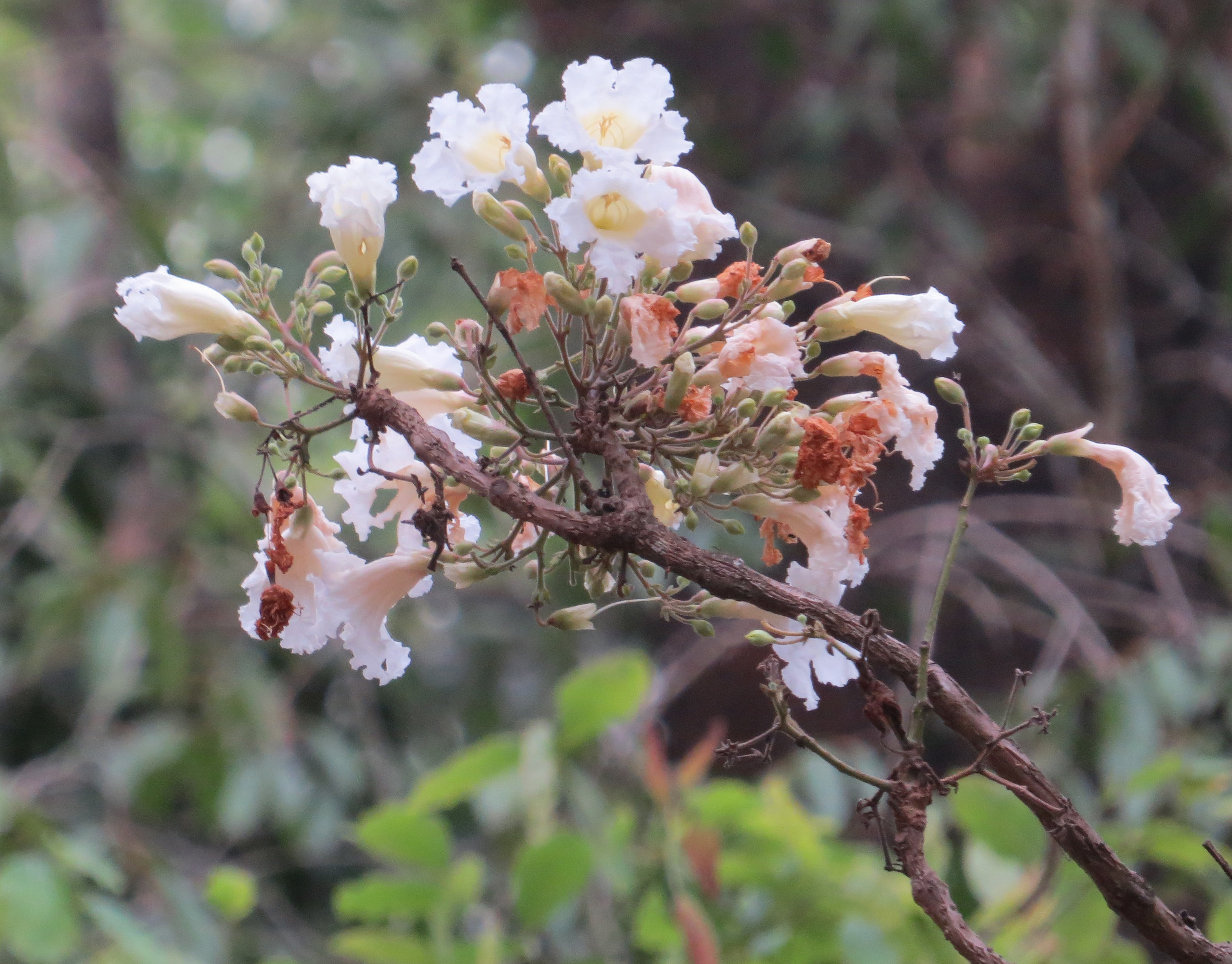
Květenství Radermachera xylocarpa

## Rozšíření
Rod radermachera zahrnuje 16 druhů. Je rozšířen v tropické Asii od Dekánské plošiny v Indii přes jižní Čínu po jihovýchodní Asii. Chybí na Papui Nové Guineji. Nejvíce druhů roste v jihovýchodní Asii.
Radermachery rostou v primárních i sekundárních tropických lesích v nadmořských výškách do 1500 metrů. Často rostou také v narušené vegetaci a na svazích hor.
Některé druhy, zejména Radermachera glandulosa a R. gigantea, rostou v Indonésii jako pionýrské dřeviny v sekundárních lesích např. na opuštěných plantážích, sesuvech půdy a čerstvém sopečném popelu a místy tvoří dominantní složku porostů.

## Ekologické interakce
Žluté až oranžové trubkovité květy některých druhů (Radermachera ramiflora, R. ignea) jsou opylovány ptáky, zejména strdimily. Bledé, zvonkovité květy řady ostatních druhů (R. sinica, R. pentandra, R. peninsularis) jsou opylovány můrami, zejména lišaji. U některých druhů vyrůstají květenství z kmenů a starších větví (kauliflorie, ramiflorie). Je to zejména R. ignea, R. ramiflora, R. hainanensis a příležitostně R. pinnata. Drobná křídlatá semena jsou šířena větrem.

## Zástupci
- radermachera čínská (Radermachera sinica)

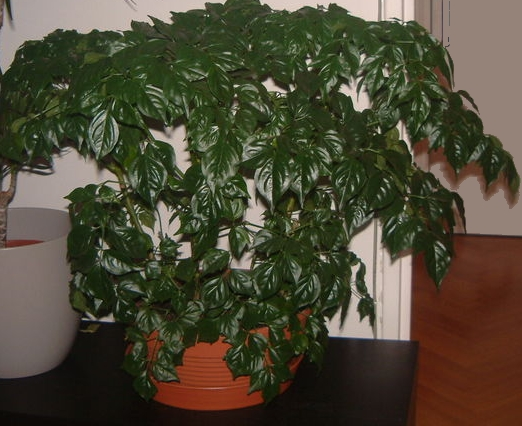
Radermachera čínská jako pokojová rostlina

## Význam
Radermachera čínská je pěstována jako pokojová rostlina, vyznačující se pohledným, tmavě zeleným, lesklým olistěním.
Vzrůstný druh Radermachera gigantea poskytuje kvalitní, pevné dřevo. Používá se zejména na stavbu domů a mostů, není však odolné vůči termitům Některé pionýrské druhy včetně R. gigantea jsou využívány k zalesňování.